# Samsung Galaxy S II
Samsung Galaxy S II je Samsungov pametni telefon temeljen na Googleovom operacijskom sustavu Android. Nasljednik je prvog Galaxy S-a, a predstavljen je na Mobile World Congressu u Barceloni 13. veljače 2011. godine.

## Značajke
- Povezivost i mreže: 
  - 2G mreža - GSM 850 / 900 / 1800 / 1900
  - 3G mreža - HSDPA 850 / 900 / 1900 / 2100
- Mikroprocesor: dvojezgreni Exynos 4 ARM arhitekture
- Takt: 1,2Ghz
- Grafički procesor: Mali 400MP
- Memorija:
  - 16/32 GB unutarnje flash memorije
  - utor za microSD karticu kapaciteta do 32 GB
  - 1 GB RAM
- Zaslon: 4,3" (10.75 cm) 480x800 pikselni Super AMOLED Plus zaslon na dodir
- Operacijski sustav: Android 2.3.4 Gingerbread, 4.0.3 Ice Cream Sandwich, 4.1.2 Jelly Bean
- Kamere: 8-megapikselna stražnja kamera s LED bljeskalicom (mogućnost snimanja FullHD 1080p videa), prednja 2-megapikselna kamera
- Podrška za Wi-Fi.[1]

## Prodaja i konkurencija
Samsung Galaxy S2 objavljen je kao konkurencija Appleovom iPhoneu 4 objavljenom krajem 2010. godine. U vrijeme objave, Galaxy S2 imao je najbrži mobilni procesor, Exynos 4, jedan od prvih dvojezgrenih procesora, takta dotad nezamislivih 1,2GHz. No, procesor nije bila jedina novost u mobilnom svijetu tih dana - Galaxy S2 bio je jedan od prvih pametnih telefona s 1GB RAM-a te, u ono vrijeme,  najbržim grafičkim procesorom Mali 400MP. Kad se počeo prodavati, Galaxy S2 bio je temeljen na operacijskom sustavu Android inačice 2.3 Gingerbread, a posljednja inačica koju podržava jest 4.1.2 Jelly Bean. Galaxy S2 postao je najbrže i najviše prodavan pametni telefon temeljen na Android operacijskom sustavu do tada. Prestigao je dotadašnjeg rekordera, svog prethodnika, Galaxy S-a i time "zasluženo nosio svoje ime", kako su pisali mediji. No to ipak nije bila najveća vijest - u prodaji je premašio čak i iPhone 4, a ni noviji iPhone 4S nije uspio potuči taj rekord.

## Hardver

### Memorija
Galaxy S2 ima 1 GB RAM-a, memorije na koju se pohranjuju izbrisivi trenutni podaci koje zahtjeva operacijski sustav i aplikacije, memorija se može čistiti manualno, a čisti se i automatski prilikom gašenja uređaja. Memorija za pohranu podatak je flash memorija, a Galaxy S2 nudi se u dvije varijante ovisno o količini memorij: verzija sa 16 ili 32 GB. Galaxy S2 ima i utor za microSD karticu kapaciteta do 32 GB i SDXC karticu do 64 GB.

### Ekran
Samsung Galaxy S2 koristi 4,3" (točnije 4,27") WVGA (800X480) Super AMOLED Plus ekran na dodir s 16,7 milijuna boja. Taj je ekran zaštićen s Corning Gorilla Glassom. Ekran je poboljšan u odnosu na onaj iz Galaxy S-a - ima dvostruko više pod-piksela u Pentile matrici, što na kraju donosi oštrije fotografije, videozapise i slova na elektroničkim knjigama, PDF i Microsoft Word, Excel i PowerPoint dokumentima i na Internetu. Samsung također tvrdi da Super AMOLED Plus štedi 18 % više energije od Super AMOLED-a.

### Zvuk
Galaxy S2 koristi Yamahinu zvučni hardver, iako je njegov prethodnik koristio analogni Wolfson WM8994 DAC. Prema korisničkim podatcima otkriveno je da Yamahin čip ima lošiju kvalitetu zvuka od Wolfsonovog u Galaxy S-u.

### Kamera
Stražnja kamera smještena je u sredini na gornjem dijelu uređaja, a je malo izbočena van. To je 8-megapikselna kamera s BSI senzorom koja snima FullHD videozapise (1080p, 30 sličica u sekundi) s LED bljeskalicom. Prednja kamera za videopozive ima 2 megapiksela i ima mogućnost fotografiranja i snimanja videozapisa u rezoluciji od 640x480 piksela (VGA).

### Povezivost
Galaxy S2 jedan je od prvih Android uređaja koji podržava NFC. S2 ima i MHL (mobilni HDMI) ulaz koji omogućuje povezivanje uređaja s vanjskim zaslonom, kao što je televizor ili monitor. Standardni priključak za punjenje i prijenos podataka je microUSB 2.0, koji se nalazi na dnu uređaja. microUSB ulaz Samsunga Galaxy S2 podržava i USB On-The-Go koji omogućuje spajanje dodatnog hardvera na uređaj, kao što su USB memorije, miševi, tipkovnice, itd.
Na vrhu se nalazi 3,5 mm ulaz za slušalice.
S2 podržava 802.11n WiFi, Bluetooth 3.0 i FM radio.
Galaxy S2 podržava sljedeće mreže:
- Dual band CDMA2000/EV-DO Rev. A 800 i 1900 MHz;
- WiMAX 2,5 to 2,7 GHz;
- 802.16e 2.5G (GSM/GPRS/EDGE): 850, 900, 1800, 1900 MHz
- 3G UMTS: 850, 900, 1700 (samo T-Mobile USA ), 1900, 2100 MHz
- 3.5G HSPA+: 21/42 Mbit/s; HSUPA: 5,76 Mbit/s
- 4G LTE: 700/1700 MHz (samo Rogers Canada)

### Baterija
Galaxy S2 sadrži litij-ionsku bateriju kapaciteta 1650 mAh. Autonomija kod intenzivnog korištenja iznosi 10 sati, a kod normalnog oko dva dana. Samsung tvrdi da je vrijeme razgovora na jednom punjenju 9 sati preko 3G mreže i 18,5 sati preko 2G mreže.

## Softver
Samsung Galaxy S2 je pušten u prodaju s operacijskim sustavom Android 2.3 Gingerbread. Američke inačice uređaja krenule su u prodaju s inačicom 2.3.5 Gingerbread. Samsung je 13. ožujka 2012. učinio nadogradnju na 4.0.3 ICS za Galaxy S2 dostupnom u Južnoj Koreji, Mađarskoj, Poljskoj i Švedskoj preko aplikacije KIES. Korisnici u Rusiji primili su nadogradnju 5. srpnja 2012., dok ju je ostatak Europe primio 1. kolovoza 2012. U veljači 2013. godine, Samsung je pustio u opticaj nadogradnju na 4.1.2 Jelly Bean, koja je ujedno i posljednja nadogradnja koju je taj uređaj primio.

### TouchWiz
Galaxy S2 koristi Samsungovu TouchWiz 4.0 nadogradnju grafičkog sučelja koje donosi nekoliko poboljšanja u odnosu na raniju inačicu, kao što je hardversko ubrzanje i geste pokretima. Android 4.1 nadogradnja donosi TouchWiz Nature, viđen na Galaxyju S3, na Galaxy S2. TouchWiz Nature donosi nove mogućnosti kao što su Direct Call, Pop-up Play, Smart Stay i Easy Mode.